# Torras i Bages
Torras i Bages – stacja metra w Barcelonie, na linii 1. Stacja została otwarta w 1986.